# Krister Andersson
Krister Andersson (* 1967) ist ein ehemaliger schwedischer Skispringer und Skilangläufer.

## Werdegang
Krister Andersson nahm an den nordischen Skiweltmeisterschaften 1985 in Seefeld teil. Dort belegte er mit zwei Sprüngen auf 90 Meter von der Großschanze den 49. Platz. Von der Normalschanze wurde er mit 76,5 und 73,5 Metern 60. und im Team 12. Er nahm auch an Langlauf-Weltcups teil, wo er Platzierungen unter den besten 30 erreichte.